# Liste der Baudenkmale in Görmin
In der Liste der Baudenkmale in Görmin sind alle denkmalgeschützten Bauten der Gemeinde Görmin (Mecklenburg-Vorpommern) und ihrer Ortsteile aufgelistet. Grundlage ist die Veröffentlichung der Denkmalliste des Kreises Demmin mit dem Stand vom 18. Dezember 1996. 

## Baudenkmale nach Ortsteilen

### Görmin
| ID | Lage    | Bezeichnung                                              | Beschreibung | Bild                                                     |
| -- | ------- | -------------------------------------------------------- | --- | -------------------------------------------------------- |
|    | (Karte) | Kirche mit elf Grabstelen 18./19. Jh. (auf dem Friedhof) | Die Kirche entstand im 13./14. Jahrhundert. Im Jahr 1869 wurde über dem älteren, wohl vom Anfang des 15. Jahrhunderts stammenden Feldsteinunterbau der heutige Kirchturm im Westen errichtet. | Kirche mit elf Grabstelen 18./19. Jh. (auf dem Friedhof) |
|    |         | Kriegerdenkmal 1914/1918                                 | |                                                          |

### Alt Jargenow
| ID | Lage    | Bezeichnung | Beschreibung | Bild    |
| -- | ------- | ----------- | --- | ------- |
|    | (Karte) | Kapelle     | Der ziegelgedeckte Putzbau in Renaissanceformen, ein kleiner Saalbau aus überschlämmtem Mischmauerwerk, wurde 1625 im Auftrag von Christoph Altwig von Blixen zum Gedenken an seine im selben Jahr verstorbene erste Ehefrau Sabina von Parsenow errichtet. | Kapelle |

### Böken
| ID | Lage | Bezeichnung | Beschreibung | Bild |
| -- | ---- | ----------- | ------------ | ---- |
|    |      | Gutshaus    |              |      |

### Trissow
| ID | Lage    | Bezeichnung | Beschreibung | Bild     |
| -- | ------- | ----------- | ------------ | -------- |
|    | (Karte) | Gutshaus    |              | Gutshaus |

## Quelle
- Bericht über die Erstellung der Denkmallisten sowie über die Verwaltungspraxis bei der Benachrichtigung der Eigentümer und Gemeinden sowie über die Handhabung von Änderungswünschen (Stand: Juni 1997)